# Лиофилизација
Лиофилизација је техника сушења природних супстанци које су кварљиве како би се целе конзервирале и чувале дуго. Она се састоји у одстрањивању воде пре него што ће се замрзнути на ниској температури. Ламонт је 1878. године остварио дехидрацију жуманца јаја, стављајући их у судове под притиском и изолујући их у пумпу. Тај процес се може посматрати претечом онога што се касније користило у индустрији и названо је „лиофилизација.“ Прво проучавање лиофилизатора обавили су 1906. године Дарсонвол и Бордел при академији наука у Паризу. Производња овакве хране почела је 1935. године остварењем једног економичног и практичног поступка. Лиофилизацијом, супротно од оног што се дешава код замрзавања, производи губе сопствени изглед и своје органске особине. Ова техника се користи за конзервирање супстанци биолошког порекла као што су плазма, серуми и витамини, затим фармацеутски производи као што су антибиотици и храна као што су млеко, кафа и месо. 

## Лиофилизација прехрамбених производа
Лиофилизација прехрамбених производа је релативно нов поступак за сушење намирница из смрзнутог стања. За разлику од класичног сушења, лиофилизацијом се добија производ са врло малим садржајем воде уз максимално очување свих хранљивих материја у осушеном производу. Овај поступак конзервисања је посебно интересантан за осетљиво воће код кога треба максимално очувати карактеристичну арому, боју и витамине.
Ова релативно нова технологија у свету, у Србији се још увек не примењују у индустријским размерама, због вечих трошкова производње.

## Опште информације
Сушење лиофилизацијом је једна од најсофистициранијих метода дехидрације. Технологија лиофилизације је развијена за сушење осетљивих фармацеутских производа, а касније је почела да се примењује и за сушење прехрамбених производа.

### Добре стране
За разлику од класичног сушења, лиофилизацијом се добија производ са врло малим садржајем воде уз максимално очување свих хранљивих материја у осушеном производу. Овај поступак конзервисања је посебно интересантан за осетљиво воће код кога теба максимално очувати карактеристичну арому, боју и витамине.
Добијени осушени производ је порозне структуре са мало или без смежуравања, са супериорним укусом и очуваном аромом, бољих рехидрационих особина у поређењу са производима добијених на другим начинима сушења.
Осушен производ лиофилизацијом се може без већих проблема чувати и до 5 година. 
Промене у хемијском саставу и нутритивним својствима, до којих долази у процесу лиофилизације су минималне. При томе се могу добити производи који су различито припремљени, па им је и намена различита.

### Недостаци
Предност сушења лиофилизацијом је у директној супротности са одговарајућом ценом коштања овог процеса. 
Ове технологије су релативно нове у свету, а у Србији се још увек не примењују у индустријским размерама

## Поступак
Припремљено воће се смрзава до температуре која је обично нижу од -30 °C. Уколико је брзина смрзавања екстремно велика, као у случају смрзавања са течним азотом, кристали леда су изузетно мали па је сублимација отежана. Због тога се препоручују поступци класичног конвективног смрзавања.
Смрзнуто воће се затим уноси у комору за сублимацију у којој се после затварања и вакуумирања остварује изузетно низак притисак, испод 13 Па. У другој комори за десублимацију, температура испаривача-десублиматора се креће од -40 до -80 °C.
Вакуум у коморама остварује се радом вакуум пумпе и десублимацијом водене паре. Под утицајем високог вакуума у смрзнутом воћу лед сублимира. Кристали леда прелазе директно у пару, чиме се избегава појава течне фазе и миграција растворене суве материје према површини. Сва развијена пара се поново смрзава на хладној површини десублиматора. Када се из производа на – 30 °C сублимацијом удаљи сва смрзнута вода, воће се постепено загрева до температура од 50 °C.
У фази десорпције се не препоручују више температуре као не би дошло до већег губитка витамина Ц и других термолабилних једињења.
 

Време сушења зависи од техничких карактеристика уређаја, а процес се завршава када се у воћу садржај влаге снизи на 10 до 15%. 
Осушено воће се пакује у гасно непропустљиву амбалажу у вакуум паковању или у паковању са повећаним садржајем азота.
Лиофилизовано воће се може чувати на собној температури у амбалажи која не пропушта светлост, до 5 година.

## Примена лиофилизованих производа
Лиофилизована hrana се може употребљава тако што се једноставно потопи у одговарајућу количину хладне воде, у јогурт, млеко, павлаку или пудинг ако се користи за прављење воћне торте. 
Поред тога користи се за: производњу пуњених слаткиша, мешавина за десерте и пецива, у мешавинама са цереалијама где се захтева очување укуса и изгледа воћа.

## Галерија
- Посуде за лиофилизацију
- Комора за лиофилизацију
- Лиофилизат
- Замрзните сушене шните сланине